# Paul Collins (acteur)
Paul Collins (Londen, 25 juli 1936) is een Brits/Amerikaans acteur en stemacteur.

## Biografie
Collins begon in 1946 met acteren in de film Woman to Woman. Hierna heeft hij nog meerdere rollen gespeeld in films en televisieseries zoals Rogues of Sherwood Forest (1950), Peter Pan (1953), Midnight Lace (1960), Matlock (1989), L.A. Law (1989-1990), Secrets (1992), Beverly Hills, 90210 (1993-1995), Executive Decision (1996), Profiler (1997-1998), JAG (1995-2002), xXx: State of the Union (2005) en Evan Almighty (2007).

## Filmografie

### Films
Uitgezonderd korte films.
- 2012 Montana Amazon - als Bill
- 2007 Evan Almighty – als congreslid Stamp
- 2006 Art School Confidential – als professor David Zipkin
- 2005 xXx: State of the Union – als directeur van NSA Bill Brody
- 2004 Ideal – als stem
- 2004 Bring It on Again – als stem
- 2002 Joe and Max – als Jim Farley
- 2001 The Breed – als Calmet
- 2001 When Billie Beat Bobby – als bestuurslid
- 1999 Instinct – als Tom Hanley
- 1998 Dead Man on Campus – als professor Derkheim
- 1998 Captured – als Harry
- 1996 Mother – als advocaat
- 1996 Executive Decision – als Nelson
- 1995 Dad, the Angel & Me – als Alex
- 1994 Long Shadows – als Amerikaanse adjudant
- 1993 Love, Honor & Obey: The Last Mafia Marriage – als rechter Sanger
- 1993 Dave – als secretaris van Ministerie van Financiën
- 1993 Black Widow Murders: The Blanche Taylor Moore Story – als dr. Nesbitt
- 1993 Bloodlines: Murder in the Family – als Tarnopal
- 1992 Sinatra – als Westbrook Pegler
- 1992 Secrets – als Andrew Froman
- 1992 For Richer, for Poorer – als Stuart
- 1991 Defenseless – als campagnemedewerker
- 1991 The Marrying Man – als butler
- 1991 Guilty by Suspicion – als Bernard
- 1991 The Chase – als ??
- 1990 Funny About Love – als Bill Hatcher
- 1990 Family of Spies – als FBI-inspecteur
- 1990 The Operation – als Dr. Raymond Adams
- 1989 The Neon Empire – als Fairchild
- 1986 George Washington II: The Forging of a Nation – als John Adams
- 1982 The Royal Romance of Charles and Diana – als verslaggever
- 1960 Midnight Lace – als Kevin
- 1953 Peter Pan – als John Darling (stem) – animatiefilm
- 1951 The Walt Disney Christmas Show – als John
- 1951 Lorna Doone – als Charleworth (als kind)
- 1950 Rogues of Sherwood Forest – als Arthur
- 1949 Challenge to Lassie – als kind in huurflat
- 1946 Woman to Woman – als David jr.

### Televisieseries
Uitgezonderd eenmalige gastrollen.
- 2015 Show Me a Hero - als mr. Hobart - 2 afl.
- 2010 Sons of Anarchy – als Dooley – 2 afl.
- 2005 Las Vegas – als dr. Hall – 2 afl.
- 1995 – 2002 JAG – als Alexander Nelson – 30 afl.
- 1997 – 1998 Profiler – als minister van Justitie – 3 afl.
- 1993 – 1995 Beverly Hills, 90210 – als John Bardwell – 3 afl.
- 1994 Tarzán – als Wilfred Claxton – 2 afl.
- 1989 – 1990 L.A. Law – als George Lindquist – 2 afl.
- 1989 Matlock – als Jim Milbourne – 2 afl.

### Computerspellen
- 2008 Hellboy: The Science of Evil - als diverse stemmen
- 2005 Metal Gear Solid 3: Subsistence - als CIA-directeur (stem)
- 2004 Metal Gear Solid 3: Snake Eater - als CIA-directeur (stem)

- Gemeinsame Normdatei: 1097214974
- International Standard Name Identifier: 0000 0000 4203 3733
- Library of Congress Control Number: no2001056729
- MusicBrainz: 6ca99bff-5de6-4941-a240-a0864009c7c0
- Virtual International Authority File: 68583671
- WorldCat: E39PBJgH9MKpJWqxDrmfrt9dQq